# Ernst-Wilhelm Otten
Ernst-Wilhelm Otten (* 30. August 1934 in Köln; † 8. Juli 2019 in Mainz) war ein deutscher Experimentalphysiker, der sich mit Laserspektroskopie beschäftigte.

## Leben
Otten studierte ab 1954 Physik in Bonn und an der Universität Heidelberg, wo er 1959 sein Diplom machte und 1962 promovierte. Danach war er wissenschaftlicher Assistent in Heidelberg. 1966 habilitierte er sich dort. Seit 1972 war er Professor für Experimentalphysik an der Johannes Gutenberg-Universität Mainz. 1968/9 und 1979 war er am CERN.
Otten setzte die Laserspektroskopie zur Untersuchung von Kernen ein, zum Beispiel der Messung von Kernradien und Kernmomenten von instabilen Isotopen. Mit Werner Heil, Professor für Experimentalphysik in Mainz, entwickelte er ein Magnetresonanz-Tomographie Verfahren (MRT) mit durch polarisiertes Laserlicht ausgerichteten Helium 3 Atomen, das erstmals MRT-Aufnahmen der Lungenfunktion gestattet. Forschungsarbeiten dazu führte er schon seit 1988 an der École normale supérieure durch.
Otten war seit 1986 Mitglied der Akademie der Wissenschaften und der Literatur Mainz und seit 1989 der französischen Akademie der Wissenschaften. Ab 1999 war er Mitglied der Academia Europaea. 1998 erhielt er den Koerber European Science Award für seine MRT-Entwicklung mit Heil. 1987 erhielt er den Gentner-Kastler-Preis. 2005 erhielt er das Große Verdienstkreuz der Bundesrepublik Deutschland. 2004 erhielt er den Markow-Preis für seine Beteiligung am KATRIN Experiment.